# Elecciones de Auvergne de 2004
En la región de Auvergne (Francia), se celebraron las elecciones regionales en 2004. Las elecciones fueron ganadas por Pierre-Joël Bonté (el candidato del centro-izquierda), dejando en la segunda posición al expresidente de la República francesa y candidato del centro-derecha Valéry Giscard d'Estaing (uno de los redactores de la Constitución Europea).
| Candidato                | Partido | Primera ronda | %    | Segunda ronda | %    |
| ------------------------ | ------- | ------------- | ---- | ------------- | ---- |
| Pierre-Joël Bonté        | PS      | 167 451       | 28,2 | 332 958       | 52,6 |
| Louis de Condé           | FN      | 56 889        | 9,6  | -             | -    |
| Valéry Giscard d'Estaing | UDF-UMP | 215 903       | 36,4 | 299 438       | 47,3 |
| Otros                    | -       | 153 155       | 25,8 | -             | -    |
| Total                    | -       | 593 398       | -    | 632 386       | -    |

- Datos: Q5827579